# Золотий кубок КОНКАКАФ 1991
Золотий кубок КОНКАКАФ 1991 (англ. 1991 CONCACAF Gold Cup) — 11-ий розіграш чемпіонату КОНКАКАФ, організований КОНКАКАФ, що відбувся з 28 червня по 7 липня 1991 року. Це був перший розіграш під найменуванням Золотий кубок КОНКАКАФ.
Турнір проходив в США, в Каліфорнії, у містах Лос-Анджелес і Пасадена. Вісім команд були розбиті на дві групи по чотири команди, по дві кращі команди з кожної групи проходили в півфінал. Золотий кубок виграли США, які перемогли Мексику в матчі півфіналу, і обіграли Гондурас в серії пенальті після того, як основним час завершився з рахунком 0:0.

## Кваліфікація
| Збірна                      | Кваліфікація                                    | Участей        |
| Діючий чемпіон              | Діючий чемпіон                                  | Діючий чемпіон |
| --------------------------- | ----------------------------------------------- | -------------- |
| Коста-Рика                  | Переможець Чемпіонату націй КОНКАКАФ 1989       | вперше         |
| Північноамериканська зона   |                                                 |                |
| США                         | Господар                                        | вперше         |
| Мексика                     | Автоматично                                     | вперше         |
| Канада                      | Автоматично                                     | вперше         |
| Карибська зона              |                                                 |                |
| Ямайка                      | Переможець Карибського кубка 1991               | вперше         |
| Тринідад і Тобаго           | Фіналіст Карибського кубка 1991                 | вперше         |
| Центральноамериканська зона |                                                 |                |
| Гондурас                    | 2 місце на Кубку націй Центральної Америки 1991 | вперше         |
| Гватемала                   | 3 місце на Кубку націй Центральної Америки 1991 | вперше         |

## Стадіони
| Лос-Анджелес        | Пасадена          |
| «Меморіел Колізеум» | «Роуз Боул»       |
| Місткість: 101,574  | Місткість: 92,542 |
|                     |                   |

## Груповий етап

### Група A
| Команда  | М | В | Н | П | ГЗ | ГП | РГ | О |
| -------- | - | - | - | - | -- | -- | -- | - |
| Гондурас | 3 | 2 | 1 | 0 | 10 | 3  | +7 | 5 |
| Мексика  | 3 | 2 | 1 | 0 | 8  | 3  | +5 | 5 |
| Канада   | 3 | 1 | 0 | 2 | 6  | 9  | –3 | 2 |
| Ямайка   | 3 | 0 | 0 | 3 | 3  | 12 | –9 | 0 |

| 28 червня 1991 |

| Канада           | 2–4      | Гондурас                                             |
| ---------------- | -------- | ---------------------------------------------------- |
| Мітчелл 66', 80' | Протокол | Беннет 28' (пен.) Еспіноса 34' Калікс 41' Флорес 51' |

| «Меморіел Колізеум», Лос-Анджелес Глядачів: 13,374 Арбітр: Артуро Анджелес (США) |

| 28 червня 1991 |

| Мексика                                                | 4–1      | Ямайка   |
| ------------------------------------------------------ | -------- | -------- |
| Галіндо 28' (пен.), 54' (пен.) Заге 36' Ермосільйо 58' | Протокол | Рейд 39' |

| «Меморіел Колізеум», Лос-Анджелес Глядачів: 13,374 Арбітр: Арлінгтон Саксесс (Антигуа і Барбуда) |

| 30 червня 1991 |

| Ямайка | 0–5      | Гондурас                                          |
| ------ | -------- | ------------------------------------------------- |
|        | Протокол | Калікс 27', 51' Анаріба 31' Беннетт 69' Єрвуд 89' |

| «Меморіел Колізеум», Лос-Анджелес Глядачів: 4,797 Арбітр: Еррол Форбс (Тринідад і Тобаго) |

| 30 червня 1991 |

| Канада    | 1–3      | Мексика                                          |
| --------- | -------- | ------------------------------------------------ |
| Ловрі 83' | Протокол | Ермосільйо 3' де ла Торре 40' Галіндо 89' (пен.) |

| «Меморіел Колізеум», Лос-Анджелес Глядачів: 4,797 Арбітр: Рональд Гутьєррес (Коста-Рика) |

| 3 липня 1991 |

| Ямайка            | 2–3      | Канада                               |
| ----------------- | -------- | ------------------------------------ |
| Райт 42' Рейд 63' | Протокол | Мітчелл 34' Міллер 54' Лімніатіс 60' |

| «Меморіел Колізеум», Лос-Анджелес Глядачів: 36,703 Арбітр: Хосе Карлос Ортіс (Сальвадор) |

| 3 липня 1991 |

| Мексика        | 1–1      | Гондурас   |
| -------------- | -------- | ---------- |
| Ермосільйо 57' | Протокол | Анаріба 9' |

| «Меморіел Колізеум», Лос-Анджелес Глядачів: 36,703 Арбітр: Джей Маджид (США) |

### Група B
| Команда           | М | В | Н | П | ГЗ | ГП | РГ | О |
| ----------------- | - | - | - | - | -- | -- | -- | - |
| США               | 3 | 3 | 0 | 0 | 8  | 3  | +5 | 6 |
| Коста-Рика        | 3 | 1 | 0 | 2 | 5  | 5  | 0  | 2 |
| Тринідад і Тобаго | 3 | 1 | 0 | 2 | 3  | 4  | –1 | 2 |
| Гватемала         | 3 | 1 | 0 | 2 | 1  | 5  | –4 | 2 |

| 29 червня 1991 |

| Коста-Рика              | 2–0      | Гватемала |
| ----------------------- | -------- | --------- |
| Р. Гомес 14' Флорес 17' | Протокол |           |

| «Роуз Боул», Пасадена Глядачів: 18,435 Арбітр: Майк Сіферт (Канада) |

| 29 червня 1991 |

| США                    | 2–1      | Тринідад і Тобаго |
| ---------------------- | -------- | ----------------- |
| Мюррей 85' Бальбоа 87' | Протокол | Льюїс 67'         |

| «Роуз Боул», Пасадена Глядачів: 18,435 Арбітр: Хосе Карлос Ортіс (Сальвадор) |

| 1 липня 1991 |

| Тринідад і Тобаго   | 2–1      | Коста-Рика |
| ------------------- | -------- | ---------- |
| Льюїс 38' Томас 89' | Протокол | Медфорд 6' |

| «Роуз Боул», Пасадена Глядачів: 6,344 Арбітр: Хосе Антоніо Гарса (Мексика) |

| 1 липня 1991 |

| Гватемала | 0–3      | США                              |
| --------- | -------- | -------------------------------- |
|           | Протокол | Мюррей 11' Куїнн 46' Віналда 52' |

| «Роуз Боул», Пасадена Глядачів: 6,344 Арбітр: Арлінгтон Саксесс (Антигуа і Барбуда) |

| 3 липня 1991 |

| Тринідад і Тобаго | 0–1      | Гватемала  |
| ----------------- | -------- | ---------- |
|                   | Протокол | Еспель 89' |

| «Меморіел Колізеум», Лос-Анджелес Глядачів: 36,703 Арбітр: Хосе Фуентес (Гондурас) |

| 3 липня 1991 |

| США                                         | 3–2      | Коста-Рика           |
| ------------------------------------------- | -------- | -------------------- |
| Вермес 6' Перес 49' (пен.) Марчена 59' (аг) | Протокол | Аргедас 30' Хара 33' |

| «Меморіел Колізеум», Лос-Анджелес Глядачів: 36,703 Арбітр: Артуро Брісіо Картер (Мексика) |

## Плей-оф
|  | Півфінали                     | Півфінали                     |       |                               | Фінал                         | Фінал |  |
|  |                               |                               |       |                               |                               |       |  |
|  | 5 липня – «Меморіел Колізеум» |                               |       |                               |                               |       |  |
|  | Гондурас                      | 2                             |       |                               |                               |       |  |
|  | Коста-Рика                    | 0                             |       |                               |                               |       |  |
|  |                               |                               |       |                               |                               |       |  |
|  |                               |                               |       |                               | 7 липня — «Меморіел Колізеум» |       |  |
|  |                               |                               |       |                               | США                           | 0 (4) |  |
|  |                               | Гондурас                      | 0 (3) |                               |                               |       |  |
|  |                               |                               |       |                               |                               |       |  |
|  |                               |                               |       |                               |                               |       |  |
|  |                               |                               |       |                               | Матч за третє місце           |       |  |
|  | 5 липня — «Меморіел Колізеум» | 5 липня — «Меморіел Колізеум» |       | 7 липня — «Меморіел Колізеум» | 7 липня — «Меморіел Колізеум» |       |  |
|  | США                           | 2                             |       | Мексика                       | 2                             |       |  |
|  | Мексика                       | 0                             |       |                               | Коста-Рика                    | 0     |  |

### Півфінали
| 5 липня 1991 |

| Гондурас               | 2–0      | Коста-Рика |
| ---------------------- | -------- | ---------- |
| Беннетт 37' Флорес 79' | Протокол |            |

| «Меморіел Колізеум», Лос-Анджелес Глядачів: 41,103 Арбітр: Артуро Анджелес (США) |

| 5 липня 1991 |

| США                 | 2–0      | Мексика |
| ------------------- | -------- | ------- |
| Дойл 48' Вермес 64' | Протокол |         |

| «Меморіел Колізеум», Лос-Анджелес Глядачів: 41,103 Арбітр: Хосе Карлос Ортіс (Сальвадор) |

### Матч за 3-тє місце
| 7 липня 1991 |

| Мексика               | 2–0      | Коста-Рика |
| --------------------- | -------- | ---------- |
| Фарфан 9' Галіндо 89' | Протокол |            |

| «Меморіел Колізеум», Лос-Анджелес Глядачів: 41,103 Арбітр: Еррол Форбс (Тринідад і Тобаго) |

### Фінал
| 7 липня 1991 |

| США | 0–0 4–3 (пен.) | Гондурас |
| --- | -------------- | -------- |
|     | Протокол       |          |

| «Меморіел Колізеум», Лос-Анджелес Глядачів: 41,103 Арбітр: Артуро Брісіо Картер (Мексика) |

## Найкращі бомбардири
4 голи
- Бенхамін Галіндо

3 голи
| - Дейл Мітчелл - Едуардо Беннетт | - Луїс Енріке Калікс | - Карлос Ермосільйо |

## Підсумкова таблиця
| Команда           | М | В | Н | П | ГЗ | ГП | РГ |
| ----------------- | - | - | - | - | -- | -- | -- |
| США               | 5 | 4 | 1 | 0 | 10 | 3  | +7 |
| Гондурас          | 5 | 3 | 2 | 0 | 12 | 3  | +9 |
| Мексика           | 5 | 3 | 1 | 1 | 10 | 5  | +5 |
| Коста-Рика        | 5 | 1 | 0 | 4 | 5  | 9  | -4 |
| Тринідад і Тобаго | 3 | 1 | 0 | 2 | 3  | 4  | -1 |
| Канада            | 3 | 1 | 0 | 2 | 6  | 9  | -3 |
| Гватемала         | 3 | 1 | 0 | 2 | 1  | 5  | -4 |
| Ямайка            | 3 | 0 | 0 | 3 | 3  | 12 | -9 |